# Sacco di Aleppo (962)
Il Sacco di Aleppo del dicembre 962 avvenne da parte delle truppe bizantine condotte da Niceforo Foca. Aleppo era la capitale dell'emiro hamdanide Sayf al-Dawla, il principale antagonista dei Bizantini all'epoca.

## Contesto storico
Nell'ottobre 944, l'emiro hamdanide Sayf al-Dawla prese Aleppo e in breve tempo espanse il suo controllo sulla Siria settentrionale, da Homs al sud alle terre di frontiera con l'Impero bizantino al nord-ovest e parti della Giazira occidentale. Sotto il patronato di Sayf al-Dawla, Aleppo divenne la città principale della Siria settentrionale, nonché il sito di edifici importanti, segnatamente il gran palazzo di Halbas al di fuori di Aleppo, abbellita di giardini splendidi e di un acquedotto. la corte hamdanide di Aleppo divenne inoltre un importante centro culturale; come commenta lo studioso Stephen Humphreys, "a quell'epoca Aleppo poteva certamente tenere testa a qualunque corte nell'Italia rinascimentale".
A causa della posizione geografica del suo reame, il sovrano hamdanide emerse inoltre come il difensore del mondo islamico dall'avanzata dei Bizantini Cristiani in Anatolia orientale. Si narra che, dal 945/6 fino alla fine della propria vita, avesse combattuto oltre quaranta battaglie contro i Bizantini. Il primo decennio di guerre con i Bizantini vide prevalere largamente Sayf al-Dawla, con il sovrano hamdanide che riuscì a respingere gli attacchi bizantini e a contrattaccare, provocando la destituzione del Domestico delle Scholae (comandante in capo) bizantino, Barda Foca, sostituito da suo figlio, Niceforo Foca. Assistito da luogotenenti capaci come il fratello Leone e il nipote Giovanni Zimisce, Niceforo cominciò a ribaltare in suo favore l'andamento del conflitto. Nel 960, nel tentativo di approfittare dell'assenza di Niceforo e del grosso del suo esercito, partito per riconquistare Creta, Sayf al-Dawla lanciò un'imponente invasione della Cappadocia bizantina, ma il suo esercito fu annientato in un'imboscata tesagli da Leone Foca. Sayf al-Dawla riuscì a salvarsi a stento con la fuga, ma la maggior parte degli storici ritengono che tale sconfitta gli fu fatale, distruggendo la sua potenza militare.

## La campagna di Niceforo del 962 e il sacco di Aleppo

Mappa della zona di frontiera arabo-bizantina nell'Asia Minore sud-orientale, con le principali fortezze.

Nel 961, Niceforo, non appena tornato dalla riconquista di Creta, condusse le proprie truppe a saccheggiare la città di Anazarbo in Cilicia, massacrando parte della popolazione locale ed espellendo il resto, e poi demolendo le sue mura. Gli studiosi moderni l'hanno considerata una strategia deliberata volta a fare terra bruciata, che ebbe l'effetto di creare "una terra desolata tra la Siria e la Cilicia che interruppe le linee di approvvigionamento tra le due regioni", e gli aprì la strada per Aleppo. In effetti, quando riprese i suoi attacchi nell'aprile 962, Niceforo ignorò la Cilicia, e procedette piuttosto ad attaccare Marash, Sisium, Dülük e Manbij, assicurandosi in questo modo i passi occidentali dell'Anti-Tauro. Sembrerebbe che Sayf al-Dawla fosse inconsapevole della minaccia: infatti, mandò i suoi generali, Qarghuyah e Naja al-Kasaki, a condurre controincursioni in territorio bizantino, mentre tentò di ristabilire la propria autorità in Cilicia e ricostruì Anazarbo. Probabilmente nello stesso tempo erano in corso negoziazioni per una tregua e uno scambio di prigionieri.
L'illusione durò fino a novembre, quando i Bizantini presero Manbij, l'ultima città a nord di Aleppo, catturando il suo governatore, il cugino di Sayf al-Dawla Abū Firās al-Hamdānī. All'inizio di dicembre, Niceforo, probabilmente al comando di un esercito differente da quello che aveva preso Manbij, si diresse in direzione di Aleppo. Le fonti arabe riferiscono gli eventi successivi in maniera dettagliata ma contraddittoria, rendendo incerta la ricostruzione del corso esatto della campagna. Tuttavia esse sono unanimi nel sostenere che l'attacco aveva colto Sayf al-Dawla completamente alla sprovvista, forse a causa della stagione tarda, in quanto di norma i Bizantini non effettuavano campagne militari in inverno. Di conseguenza i Bizantini erano in netta superiorità numerica, le fonti arabe parlano di 70 000 bizantini contro gli appena 4 000 soldati hamdanidi nella città, costringendo Sayf al-Dawla a ricorrere a leve all'ultimo minuto per rinforzare le sue armate.
Gli Hamdanidi tentarono di opporsi all'avanzata dei Bizantini, ormai avvicinatosi pericolosamente alla città, ma sembrerebbe che la loro reazione fosse stata scoordinata e confusa: Sayf al-Dawla si spostò ad Azaz per confrontarsi con l'esercito bizantino, ma successivamente si ritirò senza averlo fatto, mentre il suo luogotenente Naja si spostò in un primo momento verso Antiochia e poi tornò indietro verso Azaz, dove fu sconfitto dal luogotenente di Niceforo, Zimisce. Qualunque fosse stato l'esatto corso degli eventi, i Bizantini emersero vittoriosi da queste schermaglie iniziali, e procedettero ad attaccare Aleppo.
Sayf al-Dawla si confrontò brevemente con l'esercito bizantino con le esigue truppe a sua disposizione alle porte della capitale, ma, non in grado di opporre resistenza, abbandonò la città. Il sovrano hamdanide fuggì nella fortezza di Balis, ma, inseguito da Zimisce, si spostò nella vicina Sab'in. I movimenti di Naja non sono completamente chiari, ma in qualche modo non riuscì ad accorrere in soccorso di Aleppo. I Bizantini in un primo momento saccheggiarono il palazzo non protetto di Halbas, ricavandone un enorme bottino, compreso il suo tetto dorato; il resto dell'edificio fu demolito. Rimasti senza alcuna speranza di salvezza, gli Aleppini cominciarono le negoziazioni, ma Niceforo decise di approfittare del fatto che la città fosse precipitata nel caos e ordinò ai suoi soldati men di assaltarla il 23/24 dicembre. I Bizantini non espugnarono la cittadella, difesa da una guarnigione daylamita, ma saccheggiarono la città per otto o nove giorni, dando alle fiamme i suoi edifici e radendone al suolo le fortificazioni. Yahya di Antiochia riporta che la cittadella fu attaccata da un nipote di Niceforo Foca (forse da identificare con Teodoro Parsacuteno), che tuttavia fu ucciso da un soldato daylamita. Quando la sua testa venne portata a Foca, quest'ultimo per rappresaglia avrebbe fatto decapitare 1 200 prigionieri arabi.
I Bizantini partirono portando con sé come prigionieri circa 10 000 abitanti, per lo più giovani; inoltre, si impadronirono di 390 000 dinar d'argento, di 2 000 cammelli e di 1 400 muli. Nel far ritorno della sua capitale ormai spopolata e in rovina, Sayf al-Dawla la ripopolò con rifugiati provenienti da Qinnasrin.

## Conseguenze
Ibn Hawqal visitò la città dopo l'assedio e scrisse:
()
Alcuni studiosi moderni hanno considerato il sacco di Aleppo una mera battuta d'arresto per il sovrano hamdanide, non particolarmente critica per il suo reame, concentrandosi piuttosto sulla conquista bizantina della Cilicia avvenuta negli anni successivi, nel 963–965. Garrood, d'altra parte, suggerisce che la perdita di prestigio sofferta da Sayf al-Dawla in seguito al sacco fu un colpo irreversibile al proprio potere e autorità. Da quel momento in poi, fino alla propria morte, il regno di Sayf al-Dawla sarebbe stato caratterizzato da rivolte e lotte interne tra i suoi subordinati.